# Emina Bektas
Emina Bektas (nascida em 30 de março de 1993) é uma tenista profissional americana.
Ela tem o melhor ranking da WTA de sua carreira, com o 82º lugar em simples, alcançado em 6 de novembro de 2023, e 78º em duplas, alcançado em 11 de julho de 2022. Bektas ganhou um título de simples no WTA Challenger, juntamente com nove de simples e vinte e cinco de duplas no Circuito Feminino da ITF.

## Carreira universitária
Bektas competiu pela faculdade na Universidade de Michigan de 2011 a 2015.

## Carreira profissional

### 2016–17: estreia em duplas do Grand Slam
Bektas fez sua estreia no Grand Slam no US Open de 2016 na chave principal de duplas mistas com Evan King; eles perderam na primeira rodada.
No ano seguinte, Bektas se juntou a Amanda Anisimova como "wild card" nas duplas femininas no US Open de 2017, perdendo novamente na primeira rodada.
Até então, Bektas ganhou seu maior campeonato de simples no Circuito Feminino da ITF no Coleman Vision Tennis Championships [en] de 2017 em Albuquerque.

### 2022–23: Grand Slam de simples, estreia no Top 100, primeiro título WTA 125
Bektas se classificou para a chave principal em sua estreia no Grand Slam de simples no Australian Open de 2022, perdendo na primeira rodada para Liudmila Samsonova.
Bektas alcançou sua primeira final de duplas do WTA Tour em abril na Copa Colsanitas de 2022 em parceria com Tara Moore [en].
Bektas também se classificou para o Torneio de Wimbledon de 2022, fazendo sua estreia neste Major onde perdeu para Bianca Andreescu, na primeira rodada.
Bektas venceu o torneio de nível WTA 125, Abierto Tampico em 2023 derrotando Anna Kalinskaya em jogo de três sets na final e alcançou o Top 100 em 6 de novembro de 2023. Ela se tornou a quarta jogadora mais velha a atingir a marca.

### 2024
Bektas iniciou a temporada pelos giros australiano e asiático em quadras duras, sem obter nenhum destaque. Nos Estados Unidos, tentou o Indian Wells Open, mas não passou pela qualificatória e chegou à segunda rodada no Fifth Third Charleston 125. Em abril e maio, de volta ao oriente, participou de dois torneios da ITF de US$ 100k no Japão, chegando às quartas de final do primeiro e à segunda rodada no segundo. Ainda em maio no Japão, participou de dois torneios da ITF de US$ 75k, chegando à final no primeiro e ao título no segundo.
Bektas deu início a temporada em quadras de saibro diretamente no Aberto da França, onde perdeu na primeira rodada para Mirra Andreeva em sets diretos.

## Vida pessoal
Bektas foi casada com a também tenista profissional Tara Moore [en].